# Karl Gottfrid Schagerström
Karl Gottfrid Schagerström, född 28 januari 1863 i Vänersborg, död 9 augusti 1896 i Kongostaten, var en svensk sjökapten i Kongostatens tjänst.
Schagerström tjänstgjorde både som hamnkapten i Léopoldville och som befälhavare på Kongofloden. Schagerström dekorerades med Étoile de service och Lejonorden.